# 克拉斯涅 (普季夫利區)
51°19′7″N 33°43′27″E / 51.31861°N 33.72417°E
克拉斯內（烏克蘭語：Красне）是位於烏克蘭東北部的村莊，由蘇梅州科諾托普區的普蒂夫利市鎮負責管轄。該村處於謝伊姆河右岸，分別距離薩福尼夫卡1.5公里和斯帕德希納2公里，海拔高度129米，2001年人口61。